# Сцена из домашней жизни русских царей
«Сцена из домашней жизни русских царей» (встречаются и другие названия полотна: «Сцена из домашней жизни русских царей. Игра в шахматы», «Игра в шахматы», «Царь играет в шахматы», картина экспонировалась на выставке «Русская историческая живопись» в 1939 году под названием «Царь Алексей Михайлович, играющий в шахматы», под этим названием получила широкую известность в советское время и упоминалась в исторических монографиях) — картина российского художника Вячеслава Григорьевича Шварца (1838—1869), создана в 1865 году. В сентябре этого же года Вячеслав Шварц представил на очередную выставку Императорской Академии художеств три картины: «1) „Празднование Вербного воскресения в Москве в половине XVII века“, 2) „Ратник земского ополчения (XVI ст.)“, 3) „Сцена из домашнего быта русских царей (полов. XVII в.) — игра в шахматы“», сопроводив их прошением о присвоении ему звания академика по результатам их рассмотрения. Звание академика было ему присвоено.
Картину приобрёл у художника в том же 1865 году известный коллекционер и меценат Николай Строганов. На протяжении XIX и XX веков она была неоднократно представлена на престижных выставках. В настоящее время полотно входит в коллекцию и постоянную экспозицию Государственного Русского музея в Санкт-Петербурге.
В разное время искусствоведы и культурологи по разному оценивали картину художника. Так, советский искусствовед Алла Верещагина писала, что выбор подобных эпизодов вместо «великого множества трагических и драматических эпизодов бурного XVII века» определялся ограниченным пониманием художником русской истории. Напротив, современный искусствовед Мария Чукчеева считает, что картина отражала насущные потребности эпохи 1860-х годов, когда изучение быта допетровского времени было «одним из актуальнейших вопросов» исторической науки того времени. Тем не менее искусствоведы единодушны в высокой оценке воссоздания художником повседневной жизни XVII века, уже современники художника отмечали его «тонкую, филигранную работу», «замечательное старание и верность» деталям изображаемой эпохи.

## История создания и судьба картины

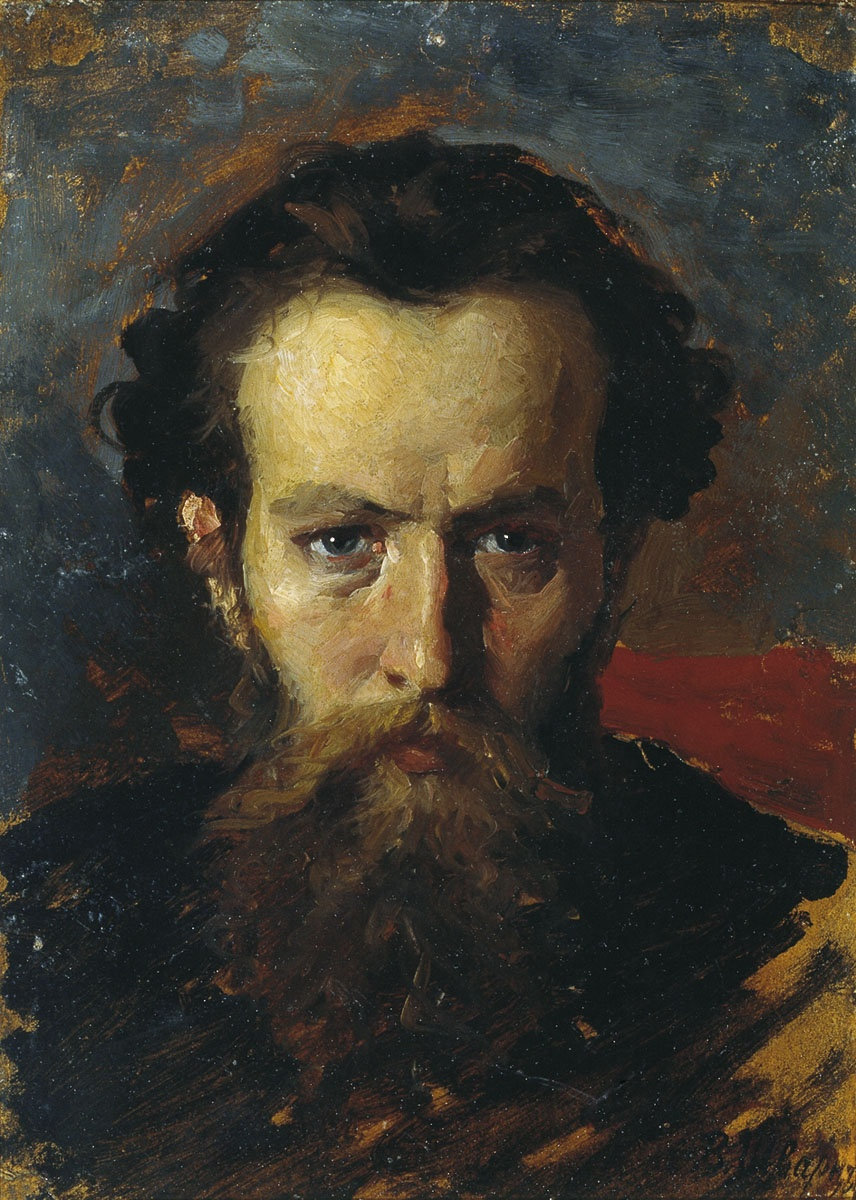
Вячеслав Шварц. Автопортрет, до 1869 года

### Исторический жанр и творчество Вячеслава Шварца к 1865 году
В 1860-е годы российское общество захватил интерес к отечественной истории. Видное место она заняла в литературе (появились пьесы о смутном времени Александра Островского, трилогия Алексея Толстого…), были осуществлены многочисленные публикации крупных учёных-историков в журналах «Современник» и «Отечественные записки». К этому же времени относится замысел Модестом Мусоргским оперы «Борис Годунов». Интерес к прошлому во многом был обусловлен либеральными реформами Александра II 1860-х годов. Господствовавшее в исторической живописи академическое направление оказалось не в состоянии удовлетворить запросы общества, его произведения представлялись современникам далёкими от реальной жизни, превращались в символ реакции или застоя. Ведущим жанром русского изобразительного искусства становился бытовой жанр с его актуальными сюжетами и обличительным характером. Запросы общественного мнения на обновление представления об истории в русской живописи сформулировал художник-реалист, лидер «Петербургской артели художников» и «Товарищества передвижных художественных выставок» Иван Крамской: России нужен исторический художник, «который заговорит с миром на языке, понятном всем народам… художник, который угадает исторический момент в теперешней жизни людей».
Ко времени создания картины «Сцена из домашней жизни русских царей» Вячеслав Шварц принял решение отказаться от продолжения обучения в Императорской Академии художеств (это произошло в 1863 году). Получив сначала вторую, а затем и первую серебряную медаль за живопись, он был удостоен звания классного художника третьей степени. Он уже прекратил работу в батальном жанре, в котором начинал, и сосредоточился на историческом, который и принёс ему известность. Вячеслав Шварц совершил две длительные поездки для стажировки за границей, где проходил обучение в мастерских известных мастеров исторического жанра, — в Германию (там он занимался в школе Юлиуса Шрадера, на короткое время увлёкся творчеством Вильгельма фон Каульбаха, за четыре месяца путешествия посетил Берлин, Дрезден, Кёльн, Франкфурт-на-Майне, Майнц, Аугсбург, Карлсруэ, Дармштадт) и Францию (по заказу императрицы Марии Александровны художник должен был составить и издать иллюстрации к историческому роману Алексея Толстого «Князь Серебряный», кроме городов раздробленной Германии он в этот раз посетил Антверпен, Брюссель и Париж, длительное время жил в деревушке Барбизон, большое впечатление на молодого живописца оказало творчество Жана-Луи-Эрнеста Мейссонье)). Серьёзное значение в развитии взглядов художника на искусство имело знакомство Вячеслава Шварца с музыкальным и художественным критиком Владимиром Стасовым, возглавлявшим реалистическое направление в русской культуре.
Одновременно с обучением в Императорской академии художеств Шварц посещал занятия на историко-филологическом факультете Санкт-Петербургского университета вольнослушателем. Здесь произошло его личное знакомство с одним из наиболее крупных историков этого времени членом-корреспондентом Императорской Санкт-Петербургской академии наук Николаем Костомаровым. Лекции Костомарова и общение с ним дали направление поискам художника в исторической живописи. Впоследствии художник показывал ему свои работы ещё на стадии набросков. В знак заслуг художника в изучении и изображении повседневной жизни прошлых эпох Императорская археологическая комиссия избрала его в январе 1865 года своим действительным членом. В том же году избрало его своим действительным членом и Московское археологическое общество.

### Создание художником картины, её оценка современниками и судьба
Ряд биографов художника сообщают, что в 1865 году за картину «Вербное Воскресение во времена Алексея Михайловича» Императорская Академия художеств присудила Вячеславу Шварцу звание академика исторической живописи, а вслед за этим художник создал целый ряд картин на сюжеты из повседневной жизни XVII века. Среди этих картин было и полотно «Сцена из домашней жизни русских царей». В 2013 году был впервые опубликован подлинный текст «прошения» в Совет Академии художеств Шварца, в котором он сообщает, что представляет сразу три полотна на соискание звания академика по совокупности этих работ. Среди них была и «Сцена из домашней жизни русских царей»:

В Совет Академии художеств… Ha академическую выставку сего года я представляю картины: 1) «Празднование Вербного воскресения в Москве в половине XVII века», 2) «Ратник земского ополчения (XVI ст.)», 3) «Сцена из домашнего быта русских царей (полов. XVII в.) — игра в шахматы». Прошу рассмотреть картины и, если совет найдёт их достойными, признать меня академиком… В. Шварц.— Вячеслав Шварц. Прошение 3 сентября 1865 (оригинал в ЦГАЛИ, Ленинград, Ф. 789 — год 1865, оп. 5, № 121, л. 4)
Вячеслава Шварца в истории России волновали две эпохи и две наиболее крупные личности этих эпох: время Ивана IV Грозного и правление Алексея Михайловича. В последний период своей жизни (1865—1868) он полностью сосредоточился на второй эпохе. В феврале 1865 года художник впервые упоминает название картины «Сцена из домашней жизни русских царей» в одном из своих писем отцу. Художник сообщал: «В настоящее время я пишу сцену из домашней жизни русских царей. Картина скоро будет кончена и поставлена на постоянную выставку».
Картина «Сцена из домашней жизни русских царей» изображает царя Алексея Михайловича, играющего в шахматы с боярином. Техника — картон, наклеенный на холст, масло. Размер полотна — 26,5 × 33 сантиметров. Оно была впервые представлено широкой публике на выставке в Императорской академии художеств в том же 1865 году вместе с двумя другими картинами художника: «Празднование Вербного Воскресенья в Москве при патриархе Никоне» и «Ратник земского ополчения XVI века». Художник волновался относительно приёма картины широкой публикой, так как понимал, что она далека от тех критических картин, которые производили благоприятное впечатление в это время на демократически настроенных журналистов и публику. Особенно его тревожило соседство картин с типично академическими творениями других художников, которые оказались в экспозиции. Он писал отцу: «Я ожидаю страшную руготню от журналов, тем более, что в нынешнем году появились опять Вакханки и Венеры с тамбуринами и без оных». Алла Верещагина утверждала в своей монографии о творчестве художника, что критика отнеслась к картинам Шварца равнодушно — не было ни резкого осуждения, ни восхищения. Сама же выставка подверглась в прессе разгромной критике. Журнал «Современник» критиковал за историко-бытовые картины из жизни Древнего Рима художника Фёдора Бронникова и, по мнению Верещагиной, Шварц не мог не относить негативные отзывы о его творчестве к собственным полотнам. Всё это, с точки зрения советского искусствоведа, заставило Вячеслава Шварца «переосмыслить своё творчество».
Встречались в прессе и позитивные отзывы о картине, которые обычно относились к умелому воссозданию художником повседневной жизни XVII века. Владимир Стасов в газете «Санкт-Петербургские ведомости» писал, что «хорошие картинки г. Шварца из старинного русского быта („Царь Михаил Фёдорович [по мнению Стасова], играющий в шахматы с боярином“ и конный воин XVI века)» напоминают ему «тонкую, филигранную работу» Мейссонье. О выставленных на академической выставке 1865 года работах Шварца художественный критик издания «Русский инвалид», скрывшийся под псевдонимом «W», писал: «„Празднование Вербного воскресения в Москве при патриархе Никоне“ и „Сцена из домашнего быта русских царей XVII века“… г. Шварца любопытны в археологическом отношении, так как обстановка древнего русского быта передана в них с замечательным старанием и верностью». Обозреватель столичной газеты «Санкт-Петербургские ведомости» назвал «Сцену из домашнего быта русских царей XVII века» «небезынтересной в археологическом отношении». Анонимный критик издания «Иллюстрированная газета» писал: «Шварц отчётливо реставрировал перед нами древнюю русскую жизнь в трёх картинах: „Вербное воскресение при Никоне“, „Сцена из быта русских царей“ и „Ратник XVI в.“». Картины «Сцена из домашнего быта русских царей в XVII в.» и «Ратник земского ополчения» фельетонист газеты «Весть», писавший под инициалом «И», в статье «Академическая выставка и наши критики» оценил чрезвычайно высоко: «столько жизни, истины, ума, что глядя на них, как при слушании народных сказок, невольно переносишься в давно минувшие и как бы забытые века».
Картину «Сцена из домашней жизни русских царей» увидел на выставке известный коллекционер и меценат, камергер, граф Николай Строганов, который поторопился купить её в день открытия выставки и немедленно забрал, не дожидаясь завершения экспозиции. Удивлённый художник писал своей сестре (с сохранением орфографии):

…Моя новая маленькая картинка продана графу Николаю Строгонову, но мне очень жаль, что не поспели снять фотографию, потому что она была куплена и унесена в первый же день, когда была выставлена на выставке. Я тебе ничего не писал, потому что только вчера получил деньги и боялся, что из этого дела ничего не выйдет, но вчера мне окончательно уплатили, теперь я делаю рисунок для Беггрова, картинного торговца. Он меня просил сделать рисунок, уверяя, что у него есть оказия для продажи…— Вячеслав Шварц. Письмо сестре Антонине. Октябрь 1865
В 1888 году картина была представлена на большой выставке произведений Вячеслава Шварца, которая прошла в залах Санкт-Петербургского Императорского общества поощрения художеств. Известно, что тогда картина всё ещё находилась в собственности графа Николая Строганова. Картина демонстрировалась также в 1939 году на выставке «Русская историческая живопись» в Москве, а в 1951 году на «Выставке произведений второй половины XIX века (из запасов музея)» в Государственном Русском музее.
В настоящее время картина входит в коллекцию Государственного Русского музея. Инвентарный номер — Ж-1444. Справа внизу полотна находится подпись художника и поставленная им самим дата с использованием букв греческого алфавита в роли цифр: «В: Шварц αωξε (1865)». Картина поступила коллекцию Русского музея в 1907 году от некоего Г. З. Агафонова.
В изданной в 1960 году монографии, посвящённой творчеству Вячеслава Шварца, Алла Верещагина упоминает два рисунка к картине «Сцена из домашней жизни русских царей» (оба они находятся в коллекции Русского музея): «Мужчина, играющий в шахматы» (бумага, графический карандаш, 30,1 х 22,7, справа внизу набросок подписан художником «В. Шварцъ») и «Мужчина, стоящий у стола» (бумага, графический карандаш, 29,9 х 22,7, справа внизу набросок подписан художником «В. Шварцъ»). Рисунки не датированы автором. Алла Верещагина относила их к 1865 году. Издатели переписки художника считают, что некоторые портретные этюды из собрания Курской государственной картинной галереи имени А. А. Дейнеки «можно считать подготовительными штудиями типажей» к полотну «Сцена из домашней жизни русских царей».

## Изображение на полотне
Как и другие жанрово-исторические картины художника 1865—1866 годов, «Сцена из домашней жизни русских царей» имеет небольшой размер. Живопись Шварца носит «тщательный, почти миниатюрный» характер. Художник изобразил небольшую группу лиц, разместив их в неглубоком интерьере. Все немногочисленные персонажи изображены на переднем плане, что Алла Верещагина называла «барельефностью». На картине изображена сцена в кабинете царского дворца, а не в личных покоях. На это указывает присутствие группы бояр.
Российский царь Алексей Михайлович изображён художником играющим в шахматы с одним из своих приближённых бояр. Художнику удалось создать в картине атмосферу спокойствия, уюта и тишины. Государь одет по-домашнему. В интерьере выделяются низкий потолок помещения, огромная печь, простая утварь, на полу играет с шахматной фигурой кот (по словам Марии Чукчеевой, «резвится котёнок»). Тем не менее художник даёт понять зрителю, что действие происходит в царском дворце: играющий с Алексеем Михайловичем боярин в соответствии с придворным этикетом не имеет права сидеть, играя с царём. Двое бояр наблюдают игру, почтительно стоя рядом со столом и не решаясь помешать играющим. Ещё один боярин изображён в дверях — он выходит из помещения. Сидеть в присутствии государя мог только равный, например, патриарх. Если человек уставал стоять, он должен был выйти в соседнее помещение. Домашнюю атмосферу, царящую в сцене, подчёркивает достаточно вольная поза играющего боярина. Он стоит, заложив одну руку за полу ферязи, а другой опираясь на стол.
Возникали споры по поводу того, какой именно государь XVII века был изображён художником на картине. Круг возможных прототипов ограничивался двумя кандидатурами — Михаилом Фёдоровичем и Алексеем Михайловичем. Современный искусствовед Мария Чукчеева предположила, что это был просто тип русского царя допетровского времени. Если бы для Шварца был важен конкретный государь, то он отразил бы это в названии работы.

## Царь Алексей Михайлович и шахматы

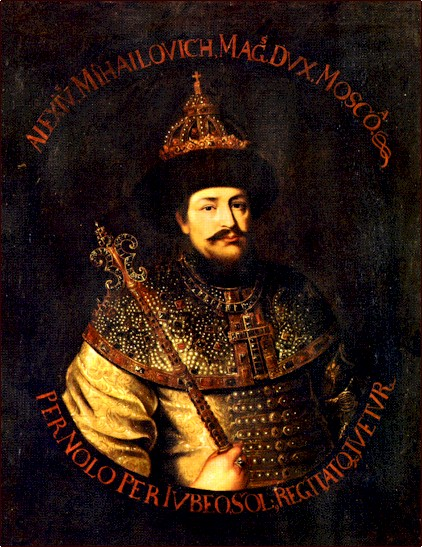
Алексей Михайлович, изображение XVII века

Алексей Михайлович научился играть в шахматы (и однородные с ними игры, известные в настоящее время только по названиям: тавлеи, бирки, саки (шашки?) и гусиная игра) примерно в семь лет . Шахматы соответствовали спокойному и рассудительному характеру мальчика. В царском кабинете всегда находилось несколько шахматных комплектов, купленных или подаренных царю в разное время. Шахматы были любимым развлечением царя в кругу близких ему людей. Он, в свою очередь, приучал с раннего детства к игре в шахматы и своих детей. Так, по указу царя в апреле 1672 года в покои сына царя царевича Фёдора были отправлены две шахматные доски «писаны по золоту цветными красками». Известно, что в 1676 году живописец Иван Салтанов расписывал красками, золотом и серебром «шахматцы маленькие» для четырёхлетнего младшего сына государя — царевича Петра Алексеевича. На то, что шахматы детьми Алексея Михайловича употреблялись ещё и как обычные игрушки, указывает следующая запись:

Октября 2 (1660 года по новому летоисчислению) в хоромы шестилетнего наследника престола Алексея Алексеевича взнесено 12 коней белых и чёрных, выбранных из разных шахмат польского дела.
— И. Е. Забелин. Домашний быт русских царей в XVI и XVII столетиях
В Оружейной палате состояли на службе особые мастера, занимавшиеся исключительно изготовлением шахмат. Делали шахматы из слоновой и из рыбьей (моржовые клыки) кости; шахматные доски расписывались красками, золотом и серебром, покрывались золотом и костяные фигуры. Бухгалтерские книги сообщают:

Генваря 4 (в 1636 году) в овощном ряду ему [царевичу] куплены шахматы деревянные и с досками за 10 коп. Там же генваря 13 куплены «трои шахматы костяные также с досками». Генваря 20 токарь Оружейного приказа доделывал царевичу шахматы белые рыбьи, которые поистерялись, и наводил золотом.
— И. Е. Забелин. Домашний быт русских царей в XVI и XVII столетиях
Сохранились серебряные шахматы самого Алексея Михайловича (Государственный историко-культурный музей-заповедник «Московский Кремль»). Дошли до нашего времени и расписки в получении шахматных комплектов, сделанных по заказу царя. Шахматы для государя, по утверждению Забелина, изготовляли в правление Алексея Михайловича только трое мастеров: Дениско Зубков, Иван Катеринин, Кирилко Саламатов (когда царь был ребёнком, то шахматы делал для него ещё один мастер — Кирило Кузмин). По свидетельству иностранцев, во дворце каждый день играли в шахматы.
Кандидат исторических наук Исаак Линдер в своей книге об истории шахмат на Руси целый раздел посвятил эпохе Алексея Михайловича и увлечению игрой среди членов его семьи, приводил документы, свидетельствующие о пристрастии к шахматам дочери Алексея Михайловича от первого брака Марфы, имена десятков мастеровых, занятых в это время производством шахматных комплектов. Особо он оговаривал, что в исторических источниках не встречается утверждений о каких-либо различиях между правилами шахматной игры, существовавшими на Руси и в Западной Европе, из чего он делал выводы, что нововведения, разработанные и принятые в Европе в XV—XVII века, которые превратили шахматы в более динамичную и сложную игру, уже получили повсеместное распространение в эпоху Алексея Михайловича в России.

## Советские и российские искусствоведы о картине

### Картина в работах Аллы Верещагиной
Советский искусствовед Алла Верещагина отмечала, что в этой работе Вячеслава Шварца академические приёмы переплетены с поисками нового для художника реалистического стиля. Действующих лиц на полотне всего несколько, они располагаются в детально реконструированном художником интерьере XVII века. Присутствует некоторая «скульптурность» и монументальность, что соответствует академическим принципам. Однако, художник не выделяет на картине главного героя. Одежды царя и боярина в цветовом отношении практически не отличаются друг от друга. Хотя стоящий перед Алексеем Михайловичем боярин не имеет права сидеть в присутствии самодержца, но в позе боярина есть, с точки зрения Верещагиной, даже некоторая фамильярность — он стоит, заложив одну руку за полу ферязи, а другой опирается на стол (на руках играющих каждый палец художник обвёл ярко-красной краской, благодаря этому кожа здесь словно просвечивает). Верещагина считала, что этот необычный для того времени приём Шварц позаимствовал у одного из своих французских или русских современников. Часто искусствоведы по этим особенностям изображения относят картину к реалистическому направлению в русской живописи. Верещагина делала вывод, что картина «Сцена из домашней жизни русских царей» знаменует рост мастерства художника, развитие у него чувства красок и тона по сравнению с более ранними работами художника. Это выразилось в изысканности и гармонии сочетания красок.
В другой своей монографии Алла Верещагина отмечала, что Шварц пытался преодолеть ограниченность академизма, но это ему не удалось. Главное внимание он уделяет рисунку предметов, что соответствует требованиям академического стиля. В соответствии с ним же, предметы второго плана едва намечены контурной линией почти без использования краски. Она подчёркивала, что, если на картинах академистов художник привлекал внимание к главному герою, выделяя его одежду ярко красным цветом, то Шварц на полотне «Сцена из домашней жизни русских царей» использовал совсем другие краски: ферязь белого цвета, рубаха — розового, штаны — голубого. Таких же цветов и одежда противника государя. Особо оговаривала исследователь мастерство Шварца-колориста. Белый цвет ферязи переливается оттенками розового, голубого, жёлтого и серого цветов, что создаёт иллюзию «живого блеска шёлка».
В картинах академистов на исторический сюжет всегда присутствовало героическое начало, которое должно было возвышать душу зрителя. Шварц же на своей картине изобразил жанровую сцену, сделав её главным персонажем историческую личность. Соединение художником высокого и низкого жанров, воспринимавшееся академизмом как недопустимое, Алла Верещагина считала результатом сразу нескольких факторов:
- Личный жизненный путь художника, результат его размышлений над проблемами искусства.
- Воздействие общественной атмосферы 1860-х годов, которая способствовала широкому распространению бытового жанра и переоценки его значения.
- Тяжёлый кризис академической исторической живописи. Ложный пафос, характерный для неё, изжил себя и «звучал фальшиво».

Вячеслав Шварц отличался детальным изучением старого русского уклада жизни. Алла Верещагина отмечала, что он не пытался копировать приёмы творчества художников XVII века, а сосредоточил внимание на том, что составляло специфику повседневной жизни эпохи, несло отпечаток её вкусов. По свидетельству современника:

…когда ни случалось Шварцу бывать в Москве, он всякий раз по многу часов проводил в Оружейной палате и всякий раз поражал… тем, что, воротясь домой, рисовал для себя на память все особенно поразившие его в Оружейной палате предметы русской древности, мебель, утварь, оружие, костюмы, и это с необычайной верностью не только в общих контурах, но и в подробностях орнаментики и всяческих художественных особенностей: так громадна была его память, и так пристально изучал он глазами интересовавшие его предметы…— А. Г. Верещагина. Историческая картина в русском искусстве. Шестидесятые годы XIX века
.
По мнению искусствоведов, желание художника соответствовать эпохе в самых мельчайших деталях часто приводило его картины к дробности и перегруженности рисунка, особенно в изображении предметов второго плана. В картине «Сцена из домашней жизни русских царей» Алла Верещагина отмечала, однако, что передний план выписан со свободой и мастерством….
Алла Верещагина писала, что Шварц в трактовке прошлого пошёл другой дорогой в сравнении с творческими поисками другого современного ему русского художника исторического жанра — Александра Бейдемана. Бейдеман пытался отразить в своих работах особенности изобразительного искусства той эпохи, которую он отражал. Изображая русское средневековье, он изменял пропорции тела, увеличивал глаза, удлинял фигуры, делал более тонкими ноги персонажей, — использовал приёмы иконописцев соответствующей эпохи. Верещагина считала работы Шварца и Бейдемана двумя особыми тенденциями русской исторической живописи 1860-х годов и противопоставляла творчество обоих художников работам академистов.
На Алексее Михайловиче художник изобразил белую ферязь (художник попытался передать в белом цвете ферязи многообразие оттенков розового, голубого, жёлтого и серого, показать в их сочетании живой блеск белого шёлка), розовую рубаху, голубые штаны (на боярине — похожая одежда). Верещагина отмечала, что при правильном изображении покроя одежды художник ошибочно подбирал для неё цвета (они слишком «изысканны и изнеженны» для этого времени). Колорит одежды и предметов интерьера не соответствует ни XVII, ни XVI векам. Она считала, что это нельзя поставить в вину художнику, так как в шестидесятые годы XIX века монументально-декоративное искусство Руси было скрыто от современников под позднейшими записями. Шварц лишь изучал немногие доступные ему и известные тогда памятники древнерусского искусства, пытаясь понять его ритмический и цветовой строй.

### Картина в работах других советских искусствоведов

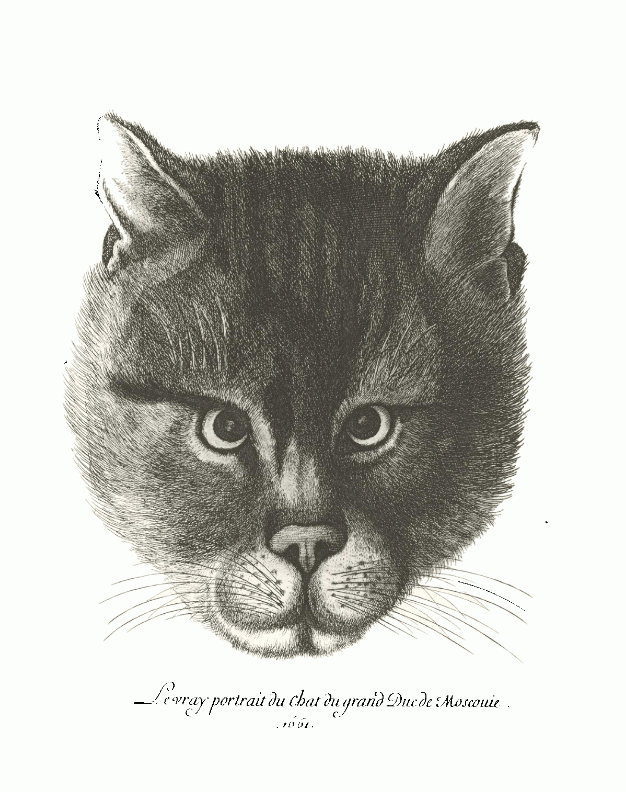
Вацлав Холлар. Подлинный портрет кота великого князя Московии, 1661. Гравюра в собрании Д. А. Ровинского. № 2110

Советский искусствовед Софья Гольдштейн отмечала, что в композиции картины «Сцена из домашней жизни русских царей» Шварц не пытался использовать сложной фабулы. Она настаивала, что «Сцена из домашней жизни русских царей» имеет сходство с работами современного художнику российского историка Ивана Забелина не только в силу совпадения названий художественного произведения и научного исследования, но и тем, что полотно — «типичный пример бессобытийного жанра». История интересовала Вячеслава Шварца не как фиксация важных событий, а как изображение повседневной жизни «даже в тех случаях, когда он повествует о жизни, протекающей в царских палатах».
Гольдштейн отмечала у Шварца интерес к конкретным деталям ушедшего быта, которые дают возможность почувствовать своеобразие уклада жизни и психологии человека другой эпохи. В этом же направлении развивалась историческая наука того времени. В 1862 году (за три года до создания картины) вышел в свет первый раздел книги Ивана Забелина «Домашний быт русских царей в XVI—XVII вв.», а позже — «Домашний быт русских цариц XVI—XVII вв.». В том же 1862 году появились «Очерки домашней жизни и нравов великорусского народа в XVI—XVII вв.» Павла Костомарова. В 1865 году (одновременно с созданием картины) была издана книга Павла Савваитова, посвящённая старинной утвари, одежде. Гольдштейн считала, что на фоне общей картины научных и художественных интересов эпохи работы Шварца, такие как «Сцена из домашней жизни русских царей», представляются закономерным этапом в развитии изобразительного искусства своего времени.
Шварц этнографически точен в деталях. Соответствуют художественным особенностям своей эпохи узор на тканой скатерти, резные орнаменты печи, кресла и поставцов. Сочетание серьёзности и пародийной отстранённости характерно для картины Вячеслава Шварца. Характерный элемент пародийности — играющий у стола кот. Существует гравюра Вацлава Холлара (возможно, по оригиналу работы голландского художника Фредерика де Мушерона) — вероятно, портретное изображение любимого домашнего кота царя Алексея Михайловича (1663) под названием «Подлинный портрет кота Великого князя Московского».

### Современные российские искусствоведы о картине

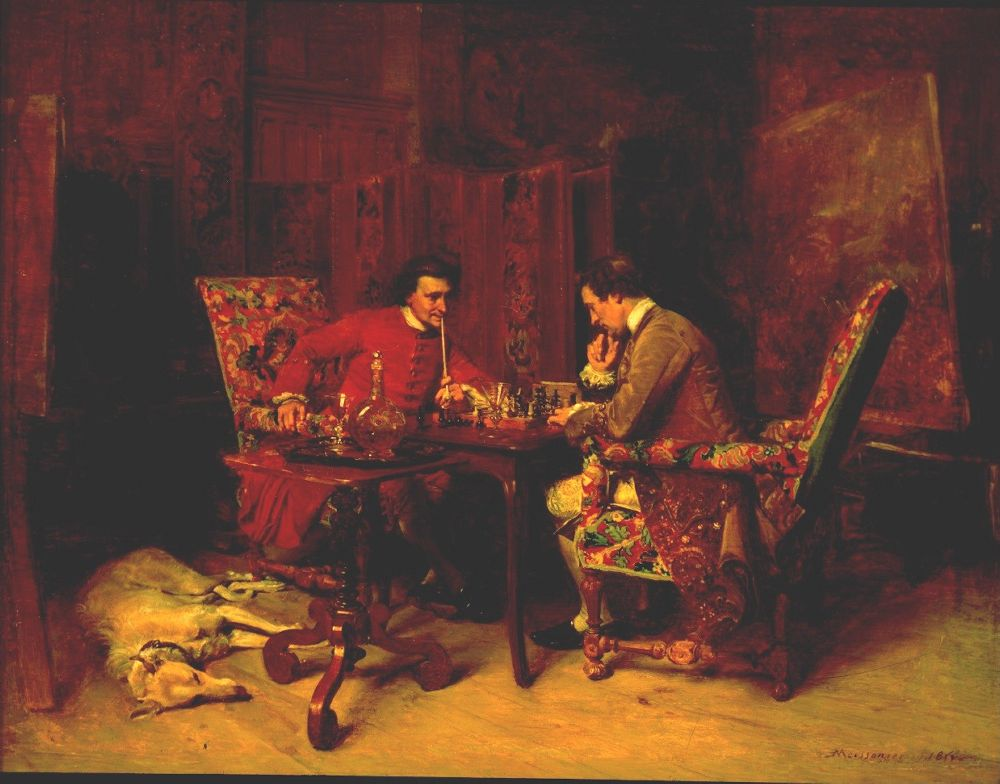
Жан-Луи-Эрнест Мейссонье. Игра в шахматы, 1858

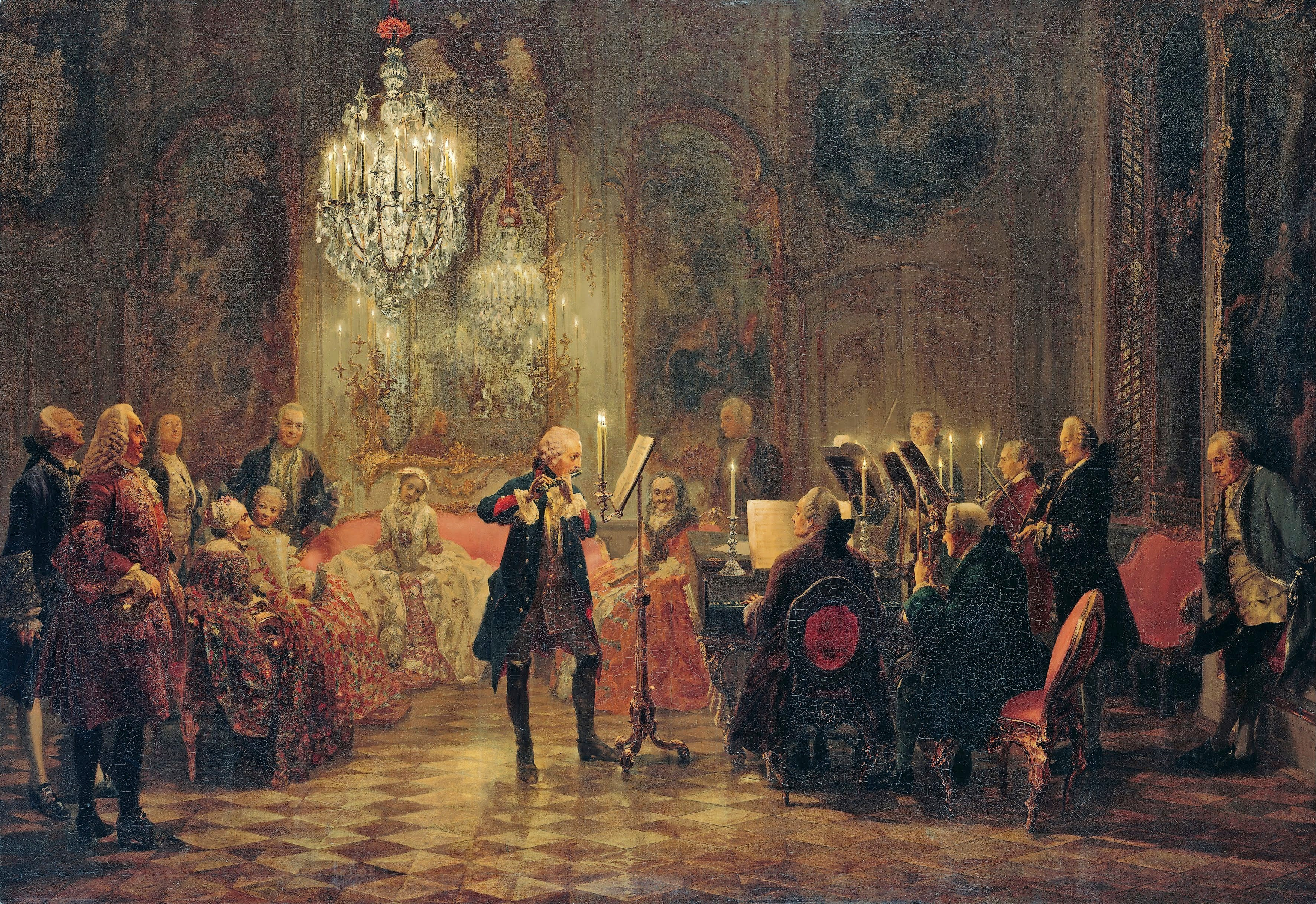
Адольф фон Менцель. Концерт для флейты Фридриха Великого в Сан-Суси, 1850—1852

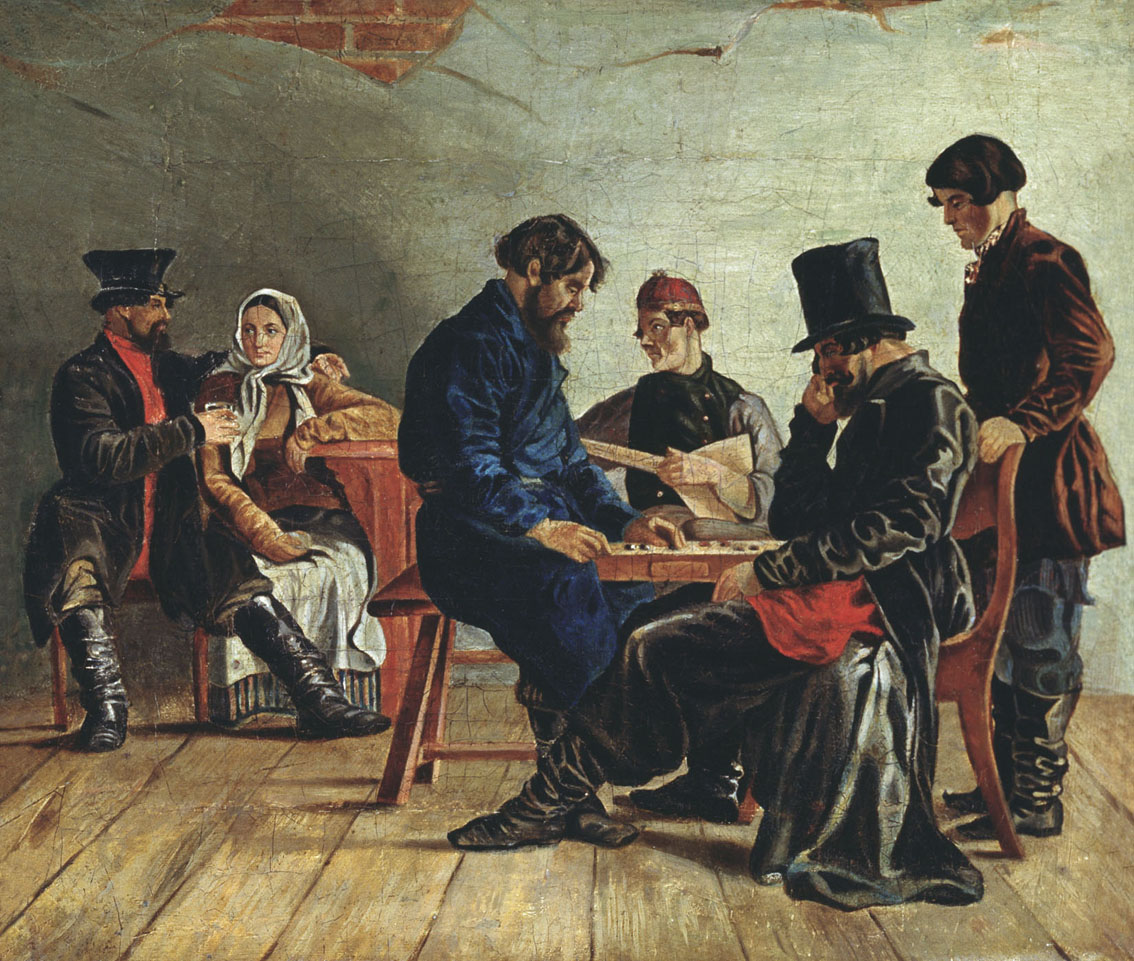
Игнатий Щедровский. Игра в шашки, середина XIX века

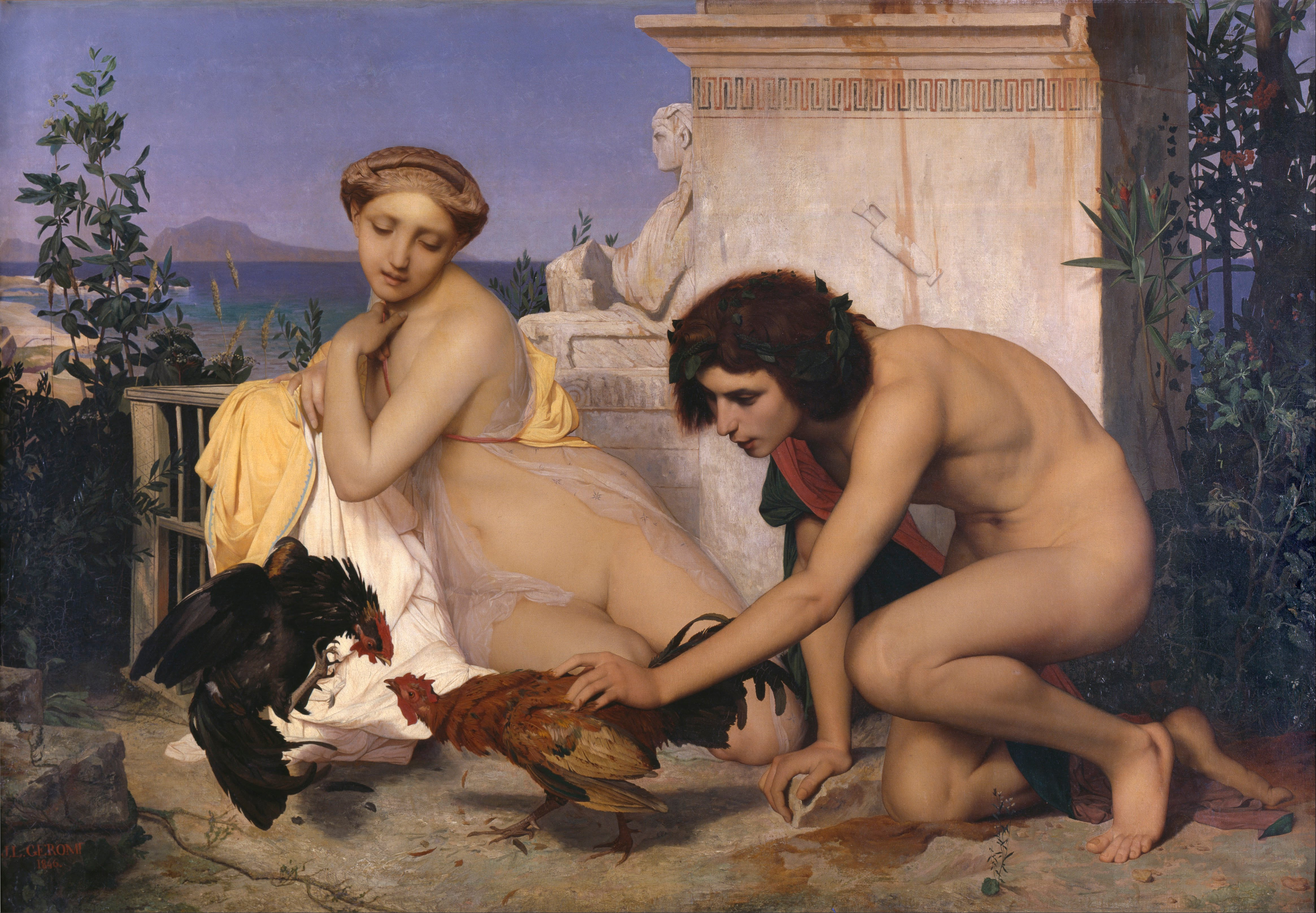
Жан-Леон Жером. Молодые греки развлекаются петушиным боем, 1846

Современный российский искусствовед Нонна Яковлева отмечала небольшие размеры картины, уравновешенность композиции, замкнутое пространство уютной горницы, мягкую тёплую цветовую гамму. Технику художника она называет «почти миниатюрной». По мнению искусствоведа, Шварцу удалось создать атмосферу «спокойствия и домашней обыденности». Он продемонстрировал зрителям частную жизнь обывателей XVII века. Тем не менее одна деталь — боярин играет в шахматы, стоя перед сидящим противником, свидетельствует, что на полотне изображена царская персона.
Кандидат искусствоведения, старший научный сотрудник Российского института истории искусств, доцент Санкт-Петербургского государственного университета Алексей Бобриков в монографии «Другая история русского искусства» (2012) писал, что изображение повседневной жизни XVII века у Шварца носит «церемониальный, театральный характер, причем эти ритуалы выглядят скорее забавными, чем серьезными». Эта жизнь (уютные горницы с низкими потолками, с тёплые печи, толстые кошки) предстаёт на его полотнах безмятежной и умиротворённой. Исследователь увидел на исторических картинах  художника, изображающих сцены в интерьерах, «юмористическую поэзию бидермайера». Картину «Сцена из домашней жизни русских царей» Бобриков назвал главным шедевром Шварца и «началом новой исторической живописи».
Старший научный сотрудник Государственного Русского музея Екатерина Амфилохиева настаивала, что своеобразие картины «Сцена из домашней жизни русских царей» определяет соединение исторического и бытового жанра. Это соединение «высокого», с точки зрения теории классицизма, исторического жанра и «низкого» (бытового) было новым словом для 1860-х годов. Если зритель не определил, что на картине изображён царь Алексей Михайлович, то у него создаётся иллюзия принадлежности полотна к бытовому жанру.
Современный российский искусствовед Мария Чукчеева попыталась объяснить выбор именно шахматной игры Шварцем для изображения на картине. С её точки зрения, способствовали этому два фактора:
- В исторических работах русских учёных, посвящённых быту допетровской эпохи, игра в шахматы отмечалась как распространённая среди всех слоёв русского общества: от крестьян до царской семьи➤.
- Изображение именно этой игры было популярно в европейском искусстве того времени.

Мария Чукчеева обратила внимание, что хотя картина Шварца появилась почти одновременно с трудами по истории допетровского быта Николая Костомарова и Ивана Забелина, интерес к повседневной жизни этого времени художник проявлял уже давно. С её точки зрения, делать вывод, что книга Забелина стала главным источником картины только на основе совпадения их названий, нельзя. Чукчеева пишет, что в европейском искусстве к этому времени можно встретить немало сцен с изображением игры в шахматы или в карты в домашней обстановке, таверне или даже на улице. Несколько картин на эту тему создал Жан-Луи-Эрнест Мейссонье, с творчеством которого Шварц близко познакомился в ходе длительной поездки во Францию. Чукчеева пишет, что невозможно точно сказать, какие из шахматных картин Мейссонье были известны русскому художнику. Однако, с её точки зрения, композиционное сходство картины Шварца с шахматными сценами французского художника и его подражателей бесспорно. Другим источником вдохновения Шварца могли стать получившие распространение в 1840—1850-х годах в европейском искусстве полотна из частной жизни выдающихся государей. К этой группе искусствовед отнесла картины Жана-Леона Жерома и забытого впоследствии Жана-Эгисиппа Веттера, которые русский живописец видел на Парижском салоне в 1863 году.
Наиболее же близкими к картине Шварца она считает сцены из домашней жизни Фридриха Великого (например, «Концерт для флейты Фридриха Великого в Сан-Суси», «Круглый стол в Сан-Суси» и другие), выполненные Адольфом фон Менцелем. Первоначально, в 1840 году, они были созданы как иллюстрации к «Истории Фридриха Великого» Франца Теодора Куглера, а в 1850-х годах стали самостоятельными полотнами. Эти картины совпали с эпохой либерализации в Германии и представляют короля как «философа, который любит музыку, науку и искусства и в свободное время наслаждается оживлённой беседой со своими образованными друзьями». Шварц знал иллюстрации Менцеля, и, по мнению Чукчеевой, учитывал их при создании картины «Сцена из домашней жизни русских царей». Художнику, вероятно, могли быть знакомы и русские живописные и графические работы, на которых изображены игроки в шахматы, шашки и карты. Среди них «Игра в шашки» Игнатия Щедровского, «правая часть которой композиционно близка» картине Шварца.